# 막스 플랑크 물리학 연구소
막스 플랑크 물리학 연구소(독일어: Max-Planck-Institut für Physik, 영어: Max Planck Institute for Physics, MPP)는 독일에 있는 뮌헨 근처 가르힝에 위치한 연구소이다. 고에너지 물리학과 천체입자물리학을 전문으로 한다. MPP는 막스 플랑크 협회의 일부이며, 현재 위치의 초대 소장인 베르너 하이젠베르크의 이름을 따서 베르너 하이젠베르크 연구소라고도 알려져 있다.
이 연구소의 설립은 1914년 프리츠 하버, 발터 네른스트, 막스 플랑크, 에밀 바르부르크, 하인리히 루벤스의 아이디어에서 시작되었다. 1917년 10월 1일, 이 연구소는 베를린에서 카이저 빌헬름 물리학 연구소(독일어: Kaiser-Wilhelm-Institut für Physik, 영어: Kaiser Wilhelm Institute for Physics, KWIP)로 공식 설립되었으며, 알베르트 아인슈타인이 초대 소장이 되었다. 1922년 10월, 막스 폰 라우에가 아인슈타인의 뒤를 이어 소장이 되었다. 아인슈타인은 1933년 4월 연구소장직을 사임했다. 이 연구소는 1939년부터 1942년까지 독일 핵무기 계획에 참여했다.
1942년 6월, 베르너 하이젠베르크가 소장직을 맡았다. 제2차 세계 대전 유럽 전역이 끝난 지 1년 후, 연구소는 괴팅겐으로 이전되었고 막스 플랑크 물리학 연구소로 이름이 변경되었으며, 하이젠베르크가 계속해서 소장직을 맡았다. 1946년, 카를 프리드리히 폰 바이츠제커와 카를 비르츠가 각각 이론 물리학 및 실험 물리학 부서의 소장으로 합류했다.
1955년 연구소는 뮌헨으로 이전하기로 결정했고, 곧 셉 루프가 설계한 현재 건물의 건설을 시작했다. 연구소는 1958년 9월 1일 현재 위치로 이전했으며, 막스 플랑크 물리학 및 천체물리학 연구소라는 새로운 이름을 갖게 되었고, 여전히 하이젠베르크가 소장을 맡았다. 1991년, 연구소는 막스 플랑크 물리학 연구소, 막스 플랑크 천체물리학 연구소 및 막스 플랑크 외계 물리학 연구소로 분리되었다.

## 구성
여러 연구 그룹이 있는 세 가지 부서가 있다.
- 물질의 구조
  - 입자 물리학의 혁신적인 계산 방법 (Giulia Zanderighi)
  - 양자장론 및 산란 진폭 (요하네스 헨)
  - 끈 이론 (디터 뤼스트)
  - ATLAS 검출기 (지그프리트 베트케)
  - 벨 II 실험 (한스-귄터 모저)
  - 중력 이론 (앙니스 슈미트-메이)
- 신기술
  - AWAKE – 플라스마 웨이크필드 가속 (패트릭 먹글리)
  - ILC 및 CLIC: 선형 충돌기 (프랭크 사이먼)
- 천체입자물리학
  - 입자 물리학 및 우주론 (게오르기 드발리)
  - 이론 천체입자물리학 (게오르크 G. 라펠트)
  - COSINUS 실험 (카롤리네 쉐프너)
  - CRESST 실험 (페데리카 페트리카)
  - GERDA 및 LEGEND: 중성미자의 본질 (앨런 칼드웰)
  - KATRIN 및 TRISTAN: 중성미자 및 암흑 물질 (수잔 메르텐스)
  - MADMAX 실험: 액시온 암흑 물질 탐색 (벨라 마요로비츠)
  - MAGIC 및 CTA: 감마선 망원경 (마사히로 테시마)

## 현재 및 이전 소장
연구소의 현재 이사회는 다음과 같다.
- 앨런 칼드웰
- 기오르기 드발리
- 요하네스 헨
- 마루미 카도
- 디터 뤼스트
- 마사히로 테시마
- 줄리아 잔데레기 (현 소장)

연구소의 이전 소장은 다음과 같다.
- 지그프리트 베트케
- 루트비히 비어만
- 하인츠 빌링
- 게르트 부쉬혼
- 피터 디바이
- 한스-페터 뒤르
- 알베르트 아인슈타인
- 게르하르트 폰 기에르케
- 프리츠 하버
- 베르너 하이젠베르크
- 레온 반 호베
- 막스 폰 라우에
- 발터 네른스트
- 막스 플랑크
- 하인리히 루벤스
- 노르베르트 슈미츠
- 레오 스토돌스키
- 에밀 바르부르크
- 카를 프리드리히 폰 바이츠제커
- 카를 비르츠

## 같이 보기
- 틀:막스 플랑크 협회
- 카이저 빌헬름 협회